# Caprella stella
Caprella stella is een vlokreeftensoort uit de familie van de Caprellidae. De wetenschappelijke naam van de soort is voor het eerst geldig gepubliceerd in 1998 door Krapp-Schickel & Vader.